# Cladoderris ornata
Cladoderris ornata är en tvåvingeart som beskrevs av Ian David Whittington 2003. Cladoderris ornata ingår i släktet Cladoderris och familjen bredmunsflugor.
Artens utbredningsområde är Kamerun. Inga underarter finns listade i Catalogue of Life.